# طرلان

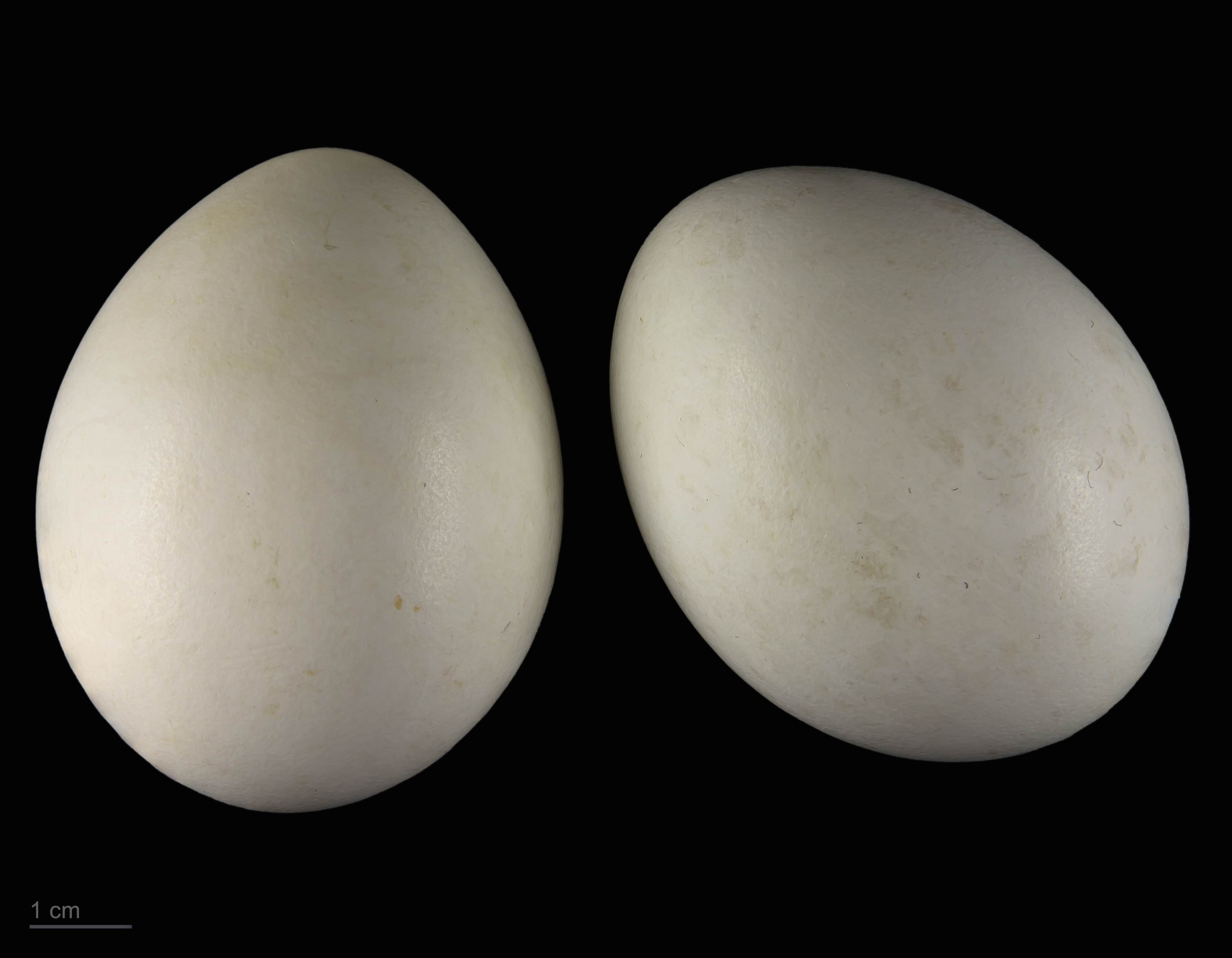
Accipiter gentilis

طرلان (طرلان) یا شهباز اوراسیایی یا باز سپید (نام علمی: Accipiter gentilis) یکی از انواع میان‌جثه پرندگان شکاری از گروه بازان است. طرلان همراه با پرندگانی چون قرقی و پیغو یکی از اعضای سردهٔ Accipiter یا «بازهای راستین» است. طرلان تنها عضو این سرده است که هم در اوراسیا و هم در آمریکای شمالی پراکنده شده است. بازهای سپید برای زمستان‌گذرانی به ایران هم می‌آیند و در تعداد اندک در استان‌های گلستان و مازندران و آذربایجان شرقی دیده می‌شوند.
بیشتر بازهای سپید مهاجرت سالانه ندارند اما برخی از پرندگان بومی نقاط سردسیر در فصل سرد به مناطق گرم جنوبی می‌روند. تصویر این پرنده بر پرچم مجمع‌الجزایر اسور در پرتغال نقش بسته است و نام این جزایر هم برگرفته از نام این پرنده در زبان پرتغالی یعنی açor است. کاشفانی که نخستین بار این جزایر را کشف کردند تعداد زیادی پرنده شکاری را دیدند که تصور می‌کردند باز سپید باشد اما بعدها مشخص شد که آن‌ها کورکور یا سارگپه معمولی هستند.
سرعت و مانورپذیری این باز در پرواز هرچند در مقایسه با پرندگان دیگر قابل توجه است اما قابل قیاس با شاهینها نیست. این باز معمولاً به صورت افقی شکار را دنبال می‌کند و حداکثر سرعت افقی آن ۶۱ کیلومتر بر ساعت اندازه‌گیری شده است. البته بازهای سپید گاهی هم به سبک شاهین‌ها با شیرجهٔ عمودی و بال‌های به عقب برگشته شکار می‌کنند.

## زیستگاه

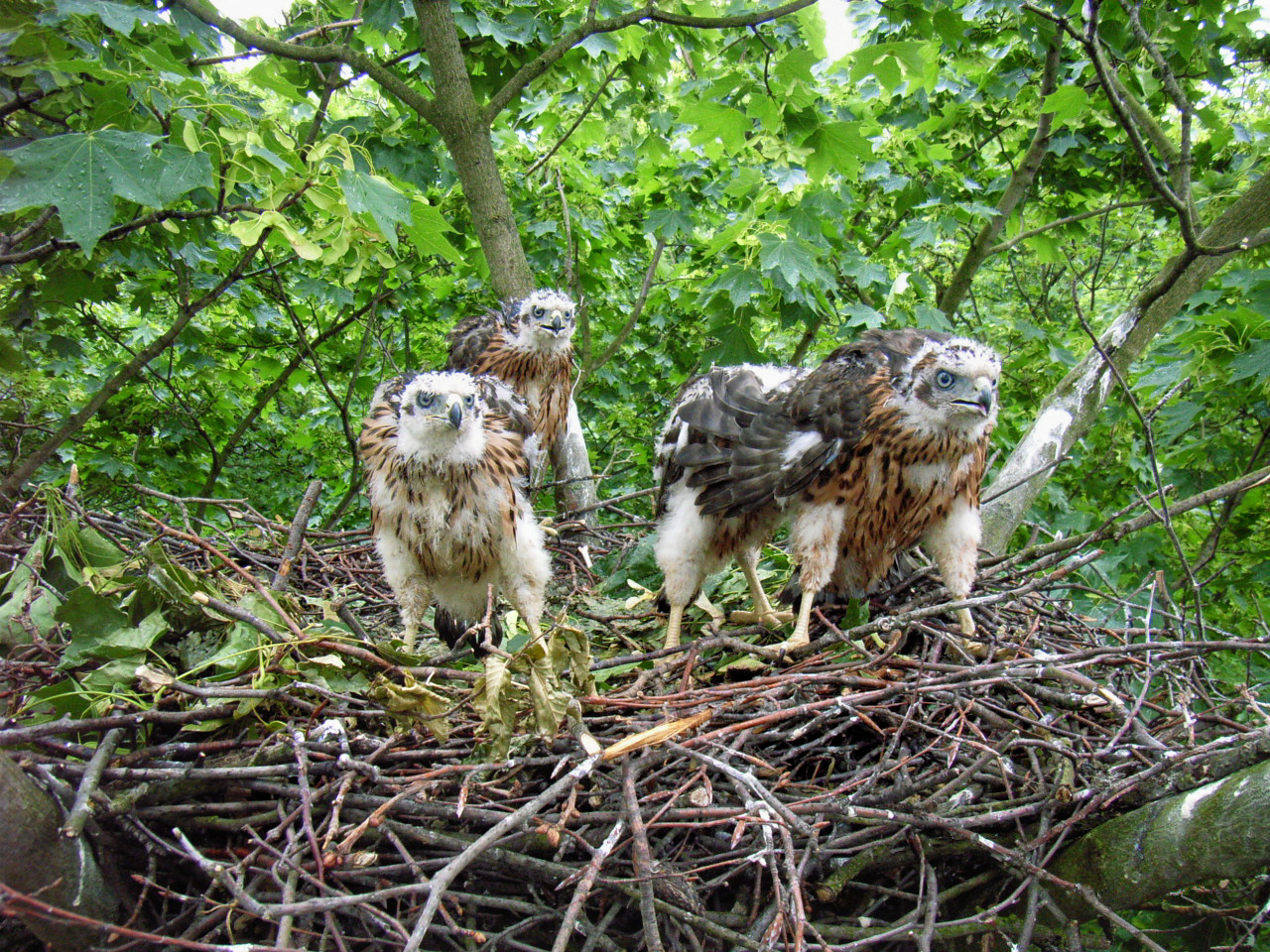
آشیانه طرلان در جنگل

زیستگاه این پرنده در نواحی پردرخت و جنگلی است و هم در دشتها و هم در کوهستان‌ها و اغلب در نزدیکی فضاهای باز دیده می‌شود. بازهای سپید در نقاط دورافتاده جنگل برای خود آشیانه بزرگی می‌سازد، گاهی نیز از آشیانه متروک پرندگان دیگر استفاده می‌کند.
باز سپید پرنده‌ای است که به تعداد اندک در ایران دیده می‌شود و برای زمستان‌گذرانی به ایران می‌آید اما احتمال دارد بعضی از آن‌ها در استان مازندران زادآوری هم بکنند. این پرنده در شمال ایران (استان گیلان، گلستان و مازندران) دیده می‌شود و به‌طور اتفاقی زمستان‌ها در فارس و بلوچستان هم دیده شده است.

## ویژگی‌های جسمی
جنس مادهٔ باز سپید مثل پرندگان شکاری دیگر بزرگتر از جنس نر است. طول نرها ۴۶ تا ۵۷ سانتیمتر است و ۸۹ تا ۱۰۵ سانتیمتر فاصلهٔ دو سر بال آنهاست. ماده‌ها ۵۸ تا ۶۹ سانتیمتر طول و ۱۰۸ تا ۱۲۷ سانتیمتر فاصلهٔ دو سر بال دارند. نرها به‌طور میانگین ۷۸۰ گرم و ماده‌ها ۱۲۲۰ گرم وزن دارند. طرلان‌ها از لحاظ جثه بزرگتر از شاهین‌ها و کوچکتر از عقاب‌ها هستند